# 过红海 (西斯汀小堂)
《过红海》是梵蒂冈城的西斯汀小堂内的一幅湿壁画，绘制于 1481 -1482 年。其创作者不明，包括科西莫·罗塞利。